# Jens BE
| BE ist das Kürzel für den Kanton Bern in der Schweiz. Es wird verwendet, um Verwechslungen mit anderen Einträgen des Namens Jens zu vermeiden. |

Jens (in einheimischer Mundart Jäiss [ˈjæi̯sˑ]) ist ein Dorf mit eigener Einwohnergemeinde und Burgergemeinde im Verwaltungskreis Seeland des Schweizer Kantons Bern.

## Geographie
Die Nachbargemeinden sind Merzligen, Bellmund, Port, Aegerten, Studen BE, Worben und Kappelen.

## Geschichte
Erstmals ist Jens in einer Urkunde aus dem Jahre 1229 unter dem Namen «Gens» schriftlich aufgeführt. Er geht wahrscheinlich auf lat. juncta(s) ‹verbunden› zurück, dessen romanische Fortsetzung den Zusammenfluss zweier Gewässer, eine Weggabelung oder eine Juchart bezeichnen kann.
Das Dorf kam 1398 zu Bern und bildete mit Worben das Gerichtsviertel Jens in der Landvogtei Nidau.

## Bevölkerung
Jens ist zu 96,1 % eine deutschsprachige Gemeinde. Die am weitesten verbreitete Religion in Jens ist der Protestantismus. Nebst Mitgliedern von Freikirchen sind einige Einwohner katholisch oder konfessionslos.

## Politik
Bei den Nationalratswahlen 2023 betrugen die Wähleranteile in Jens (in Klammern die Veränderung im Vergleich zu den Wahlen 2019 in Prozentpunkten): SVP 33,27 % (+2,90), Mitte 18,91 % (−3,63), SP 15,30 % (+0,23), glp 6,99 % (+2,70), Grüne 6,62 % (−4,15), FDP 5,54 % (−0,03), EDU 4,77 % (+4,25), EVP 4,06 % (−0,19), SD 1,17 % (+0,66).

## Versorgung
Wasser
Jens ist eine Verbandsgemeinde der Seeländischen Wasserversorgung.

## Persönlichkeiten
- Andreas Rickenbacher (* 1968), Regierungsrat
- Neel Jani (* 1983), Automobilrennfahrer

## Galerie

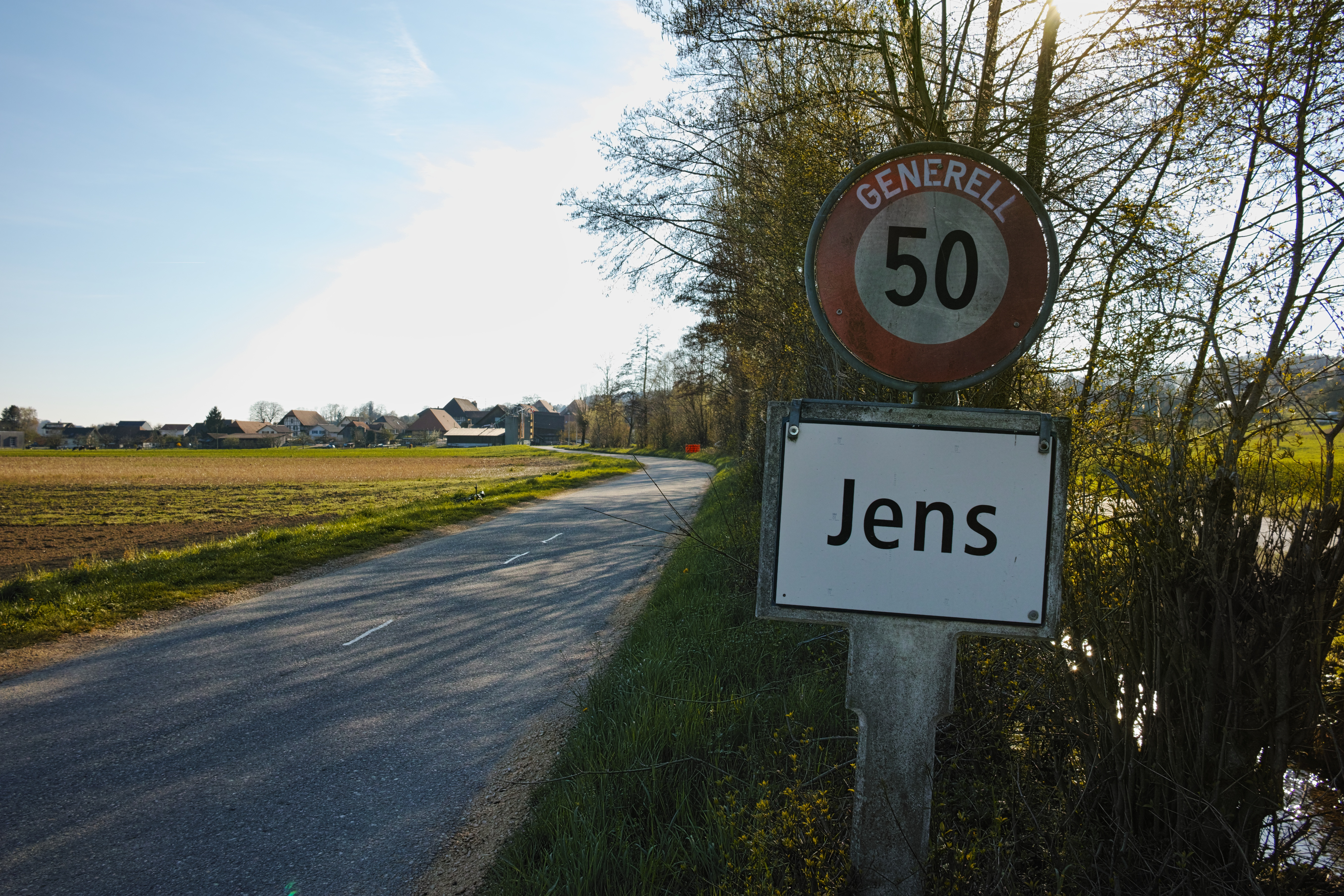
Ortseingang an der Strasse von Studen
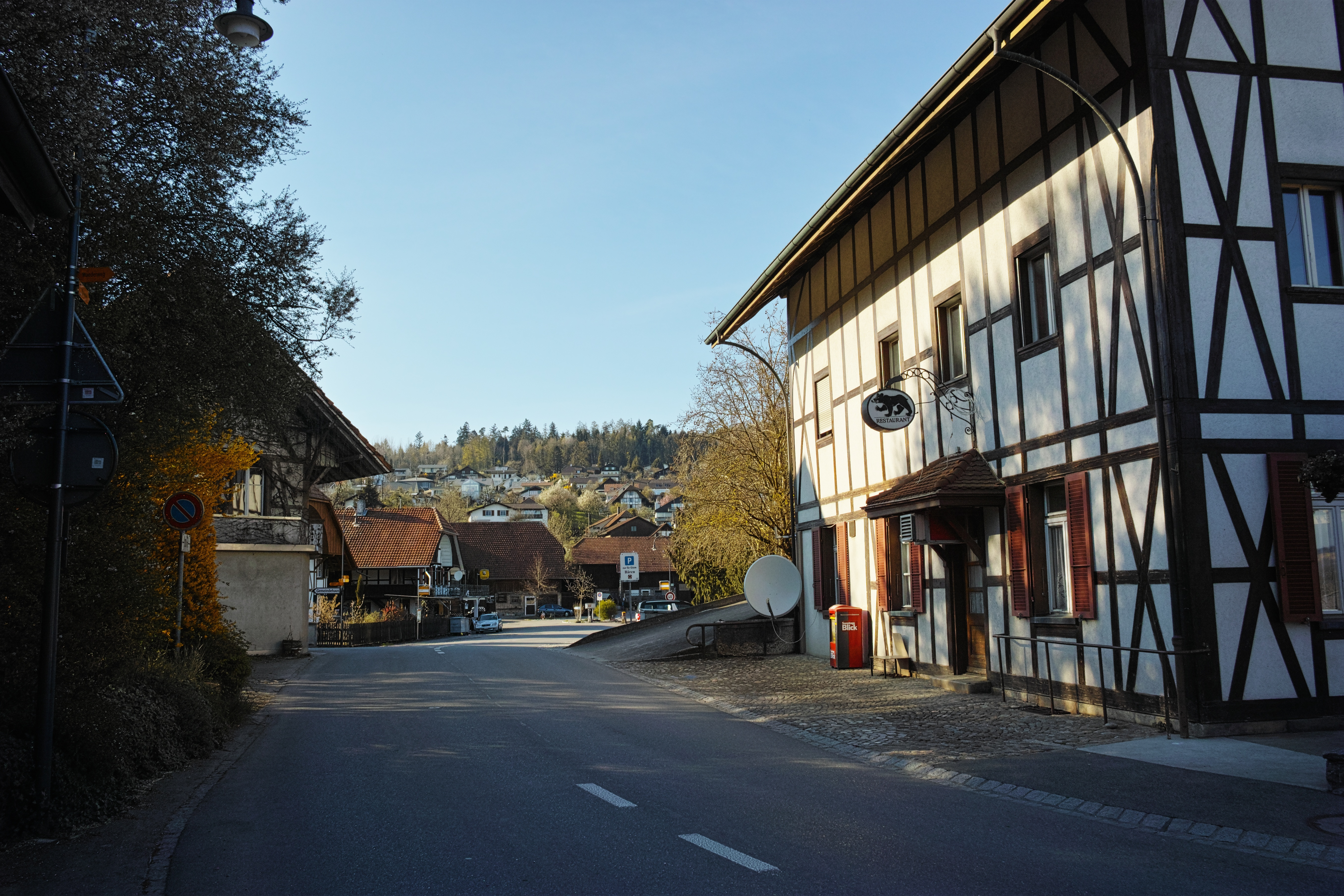
Im Dorf
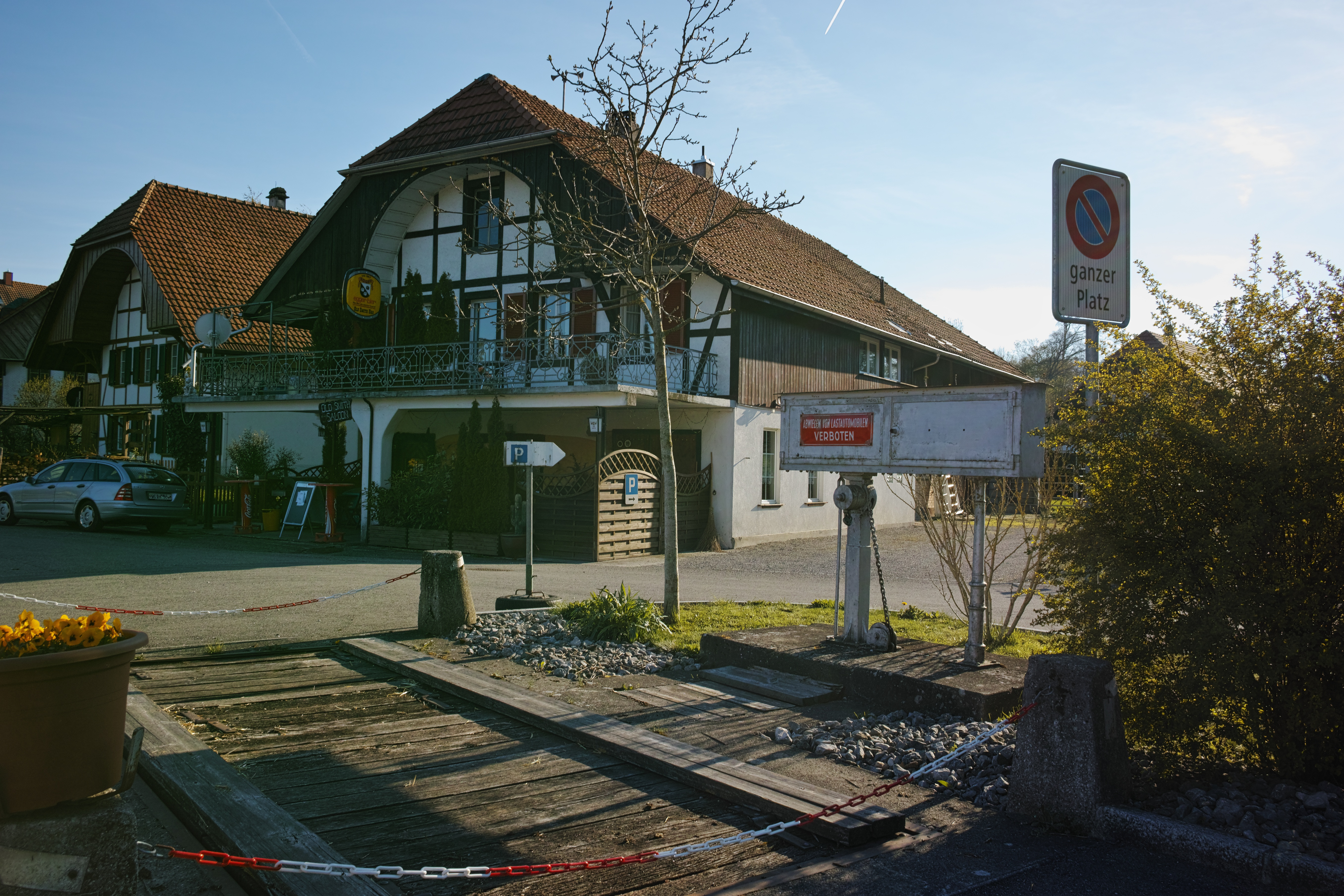
Alte Dorfwaage in Jens